# Caña (bebida)
Se denomina caña a varias bebidas alcohólicas obtenidas a partir de destilados alcohólicos simples o de la destilación de mostos fermentados de jugos de caña de azúcar o de melazas o de mieles de caña de azúcar. En la definición de caña se comprenden varias bebidas con diferentes nombres. Su popularidad se extiende a lo largo de varias regiones de América Latina, principalmente en Venezuela, Argentina, Bolivia, Uruguay, Paraguay, Brasil, Ecuador, México, e incluso España.
En Galicia se conoce como “caña” o “augardente” al orujo o aguardiente.

## Variedades

### Caña blanca
La caña blanca es la bebida con graduación alcohólica de 35 de 54 volúmenes obtenida de la fermentación alcohólica y destilación de jugos, melados, melazas (con o sin el agregado de azúcar crudo). Puede añejarse y ser adicionada o no de caramelo.

### Caña quemada
La caña quemada es un licor elaborado a base de alcohol etílico  potable de melaza o destilado alcohólico simple de melaza, adicionado de sustancias edulcorantes ligeramente caramelizadas. En Galicia se conoce como “queimada” y se elabora a partir de aguardiente de orujo.

### Caña con miel
La caña con miel es un licor elaborado a base de alcohol etílico potable de melaza o destilado alcohólico simple de melaza, adicionado de no menos del 10 % (peso/volumen) de miel.

### Cañas de fruta
Toda caña de fruta es un licor elaborado a base de alcohol etílico potable de melaza o destilado alcohólico simple de melaza, adicionado de macerado de frutas o sus partes, en alcohol del mismo origen. En la cuenca del Plata se producen más de cincuenta variedades de caña saborizadas con una o más frutas maceradas, siendo las más conocidas la caña con orejones de durazno, la macerada con pitanga y la caña con drupas de la palmera butiá.

### Variedades regionales

#### Aguardiente de caña ocaninhao caniña
La caninha es la bebida con graduación alcohólica de 38 a 54 volúmenes a 20 °C obtenida de destilado alcohólico simple de caña de azúcar o por la destilación del mosto fermentado de caldos de caña de azúcar (jugos), pudiendo ser adicionado de azúcares hasta 6 gramos por litro.
A la caninha que contiene azúcares en cantidad superior a 6 gramos por litro hasta una cantidad inferior a 30 gramos por litro se le denomina caniña "abocada" (azucarada). La caniña que contiene un mínimo de 50% de aguardiente de caña envejecida por un período no inferior a un año se denomina caniña "envejecida".

#### Caña argentina
La caña argentina es la bebida con graduación alcohólica de 34 a 54 volúmenes obtenida a partir de alcohol etílico potable de melaza de caña de azúcar, adicionado de sustancias aromatizantes/saborizantes y caramelo. Puede ser adicionada de azúcares hasta 30 gramos por litro.
Se le llama caña doble argentina cuando la graduación alcohólica es superior a 45 volúmenes.

#### Caña boliviana
Bebida alcohólica producida en Bolivia a partir de los azúcares de la caña de azúcar, cuya graduación alcanza 96 grados.[cita requerida]

#### Aguardiente de melaza, caña brasilera ocachaça
Se la conoce como cachaça y es un destilado blanco de olor penetrante con una graduación alcohólica de 38 a 54 volúmenes a 20 °C obtenida de destilados alcohólicos simples de melaza de caña de azúcar, o por la destilación de mosto fermentado de melaza, pudiendo ser adicionada de azúcares hasta 6 gramos por litro. La cachaça muy popular en Brasil, producto de exportación a Uruguay, Paraguay y Bolivia donde también se consume esta bebida.
Es el ingrediente principal para hacer la caipiriña.

#### Caña paraguaya
La caña paraguaya  es la bebida con graduación alcohólica de 42 a 45 volúmenes obtenida de la destilación del líquido fermentado preparado exclusivamente de miel de caña (jarabe), concentrado a fuego directo en evaporadores abiertos. La graduación del destilado no debe ser superior a 70 volúmenes.
Se llama caña paraguaya añejada a la bebida obtenida a partir de un destilado añejado durante dos años en recipientes de roble, madera paraguaya o similar apropiada, de capacidad no superior a 600 litros, usualmente con agregado de caramelo para corrección de color.

#### Caña uruguaya
La caña uruguaya es una bebida alcohólica destilada de la caña de azúcar cuya graduación es de 40 grados, de color acaramelado debido a que es añejada en barriles de roble, su sabor es fuerte, añejo, algo amargo y dulce a la vez.
Su utilización es para preparar en infusiones de hierbas o frutos como la naranja, el limón, la pitanga, o el butiá, aunque también puede beberse sola o mezclada con gaseosa, siendo varios los bares donde pueden degustarse estas bebidas infusiondas.
Se utiliza también como ingrediente en otras bebidas, como son el vermut para hacer el medio y medio (que toma el nombre coloquial de arena y portland) o el oporto con el que se fabrica la uvita. 
También suele reemplazar al vino como parte del almíbar en el que se embebe el bizcocho borracho.
No debe confundirse con la bebida uruguaya espinillar, pues aunque también se elabore a base de caña de azúcar, es una variante de ron y es otro tipo de bebida.

#### Caña venezolana
Conocida también como caña clara, caña blanca o popularmente como lavagallo, se obtiene de la caña de azúcar y es de menor calidad que el ron blanco (ojo: no se debe confundir con este último). Comercialmente se le conoce simplemente como aguardiente.

#### Guaro
Se da el nombre de guaro al aguardiente claro de caña de azúcar con un sabor ligeramente dulce. Es popular en Colombia, Costa Rica, Ecuador, El Salvador, Guatemala, Honduras y Nicaragua, aunque en muchos lugares la palabra "guaro" es utilizada para referirse a casi cualquier tipo de destilado.

#### Cañazo Peruano
En el Valle Sagrado, en el pueblo llamado Oyllantaytambo, Cusco. Encuentras una destilería que utiliza alambiques de cobre y cañas que han sido cultivadas en alturas mayores a los 2.500 m s. n. m. La destilación se realiza a 2.800msnm. Tiene una generosa variedad de destilados algunos aromáticos, frescos, reposados y un elixir andino, Mata Cuy, hecho por la receta de la legendaria Wendy Weeks, fundadora de muchos proyectos innovadores en Oyllantaytambo. Esta destilería trabaja con pequeños productores de caña Cuzqueños y de Apurimac.